# Стариков, Сергей Викторович
Серге́й Ви́кторович Ста́риков (род. 4 декабря 1958, Челябинск) — советский хоккеист, защитник. Дважды Олимпийский чемпион (1984, 1988) в составе сборной СССР по хоккею .

## Биография
Воспитанник челябинского хоккея. Начал кататься на коньках и заниматься спортом под руководством своего первого тренера и отца Виктора Старикова. Отец поставил его на коньки в возрасте 2 лет. Так как подходящих размеров для ребёнка не было, специально для него на заводе выточили деревянные коньки, и отец накрутил их на валенки. Позже, для того, чтобы у сына были коньки нужного размера, его отец перешил у сапожника коньки большего размера на маленькие. После того, как ему исполнилось 11 лет, Сергей Стариков стал заниматься игрой в хоккей с отцом. В это же время спортсмен стал играть на первенство города за команду «Восход». Вначале играл защитником. Выступал на первенстве СССР в составе команды «Трактор». В 1978 году был приглашён ЦСКА, однако отец уговорил остаться в «Тракторе» ещё на год. 
Игрок «Трактора» (Челябинск, 1976—1979) и ЦСКА (1979—1989). 
Окончил военный институт физической культуры в Ленинграде.
В середине сезона 1988/89 был отлучён клубом от тренировочного процесса с основным составом. Поводом послужило письмо его жены в газету «Советская культура», где была отражена тема противостояния Фетисова — Ларионова с Тихоновым и поставлены под сомнение методы работы главного тренера ЦСКА. Вскоре принял приглашение Фетисова поехать с ним в клуб НХЛ «Нью-Джерси Дэвилз». После этого клуб оперативно задрафтовал хоккеиста в 8-м раунде.
В НХЛ раскрыться не сумел — сказались проблемы со здоровьем и последующий приезд в «Дэвилз» Касатонова, который по игре был сильнее Старикова. Всего в чемпионате НХЛ в сезоне 1989/90 провёл 16 игр. В середине сезона был переведён в фарм-клуб «Утика Дэвилз» (АХЛ), где провёл полтора года. Затем 2 сезона отыграл за «Сан Диего Галлс» (ИХЛ).
По окончании игровой карьеры работал в Москве директором по связям с общественностью в совместном предприятии «Питсбург Пингвинз» и ЦСКА — «Русские Пингвины» (1993-95). В 1995 вернулся в США, до конца года работал в агентстве по работе со спортсменами Пола Тиофаниса. В 1996 году некоторое время был разнорабочим (газонокосильщик, продавец мясного отдела супермаркета), судил низшие мужские лиги. Позже работал в колледже учителем физкультуры. В 1997 году создал и содержал (до 2008 года) в Нью-Джерси свою летнюю хоккейную школу — Red Army Hockey School.
В 2008 году принял американское гражданство  .
25 ноября 2008 года под своды ЛДС ЦСКА был поднят именной стяг Сергея Старикова № 3.

## Карьера тренера
В КХЛ работал ассистентом Андрея Хомутова:
- С мая по декабрь 2008 года тренером «Сибири» (Новосибирск).
- С октября 2009 по март 2010 ассистентом главного тренера московского «Динамо».
- С июня 2010 по октябрь 2011 старшим тренером астанинского «Барыса».

В США работал в детском хоккее (USA High School Hockey), в 2015—2023 годах был главным тренером хоккейной команды средней школы Саут-Брансуик (South Brunswick), Нью-Джерси.

## Статистика

### Клубная карьера
```
                                          --- Регулярный сезон ---  ---- Плей-офф -------
Сезон    Команда                     Лига    И    Г    П    О  Штр   И   Г   П   О Штр
---------------------------------------------------------------------------------------

1976-77
  Трактор Челябинск           СССР   35    2    4    6   28 
03
 
!
  

1977-78
  Трактор Челябинск           СССР   36    3    5    8   26 

1978-79
  Трактор Челябинск           СССР   44    6    8   14   34

1979-80
  ЦСКА Москва                 СССР   39   10    8   18   14 
01
 
!

1980-81
  ЦСКА Москва                 СССР   49    4    8   12   26 
01
 
!

1981-82
  ЦСКА Москва                 СССР   40    1    4    5   14 
01
 
!

1982-83
  ЦСКА Москва                 СССР   44    6   14   20   14 
01
 
!

1983-84
  ЦСКА Москва                 СССР   44   11    7   18   20 
01
 
!

1984-85
  ЦСКА Москва                 СССР   40    3   10   13   12 
01
 
!
 

1985-86
  ЦСКА Москва                 СССР   37    3    2    5    6 
01
 
!

1986-87
  ЦСКА Москва                 СССР   34    4    2    6    8 
01
 
!

1987-88
  ЦСКА Москва                 СССР   38    2   11   13   12 
01
 
!

1988-89
  ЦСКА Москва                 СССР   30    3    3    6    4 
01
 
!

1989-90
  Нью-Джерси Дэвилз           НХЛ    16    0    1    1    8
 —//—    Ютика Девилз                АХЛ    43    8   11   19   14   4   0   3   3   0
1990-91  Ютика Девилз                AХЛ    51    2    7    9   26  --  --  --  --  --
1991-92  Сан-Диего Галлс             ИХЛ    70    7   31   38   42   4   0   0   0   0
1992-93  Сан-Диего Галлс             ИХЛ    42    0    9    9   12
----------------------------------------------------------------------------------------
                    ВСЕГО 17 сезонов:
           13 сезонов                СССР  510   58   86  144  218   
            1 сезон                  НХЛ    16    0    1    1    8
            2 сезона                 АХЛ    94   10   18   28   40   4   0   3   3   0  
            2 сезона                 ИХЛ   112    7   40   47   54   4   0   0   0   0
        ----------------------------------------------------------------------------------------
 ИХЛ - Интернациональная хоккейная лига
```

### Международные соревнования
Приведена статистика по выступлениям в сборных командах на Олимпийских Играх, чемпионатах мира и Европы, а также на Кубке Канады
```
Год      Сборная              Турнир                                       И   Г   П   О Штр    Место 
---------------------------------------------------------------------------------------------------------------------

1976
     СССР юниорская       Чемпионат Европы среди юниоров U18           4   0   0   0   6    
01
 
!

1977
     СССР молодёжная      Молодёжный чемпионат мира U20                7   1   2   3   2    
01
 
!

1978
     СССР молодёжная      Молодёжный чемпионат мира U20                7   1   5   6   2    
01
 
!

1979
     СССР                 Чемпионат мира и Европы                      1   0   1   1   2    
01
 
!
 
01
 
!

1980
     СССР                 Олимпийские Игры                             7   1   6   7   0    
02
 
!

1983
     СССР                 Чемпионат мира и Европы                     10   1   4   5   0    
01
 
!
 
01
 
!

1984
     СССР                 Олимпийские Игры                             7   1   1   2   2    
01
 
!

1984
     СССР                 Кубок Канады                                 6   0   3   3   2    Проигрыш в полуфинале

1985
     СССР                 Чемпионат мира и Европы                     10   0   4   4   2    
03
 
!
 
01
 
!

1986
     СССР                 Чемпионат мира и Европы                     10   0   2   2   0    
01
 
!
 
01
 
!

1987
     СССР                 Чемпионат мира и Европы                     10   4   2   6   8    
02
 
!
 
01
 
!

1988
     СССР                 Олимпийские Игры                             5   0   2   2   4    
01
 
!

---------------------------------------------------------------------------------------------------------------------
                              
Всего за юниорскую сборную СССР
              
4
   
0
   
0
   
0
   
6

                              
Всего за молодёжную сборную СССР
            
14
   
2
   
7
   
9
   
4
 
                              
Всего за сборную СССР
                       
66
   
7
  
25
  
32
  
20
```

## Достижения
За 14 сезонов на высшем уровне провел 526 игр , забросил 58 шайб. 
- В высшей лиге СССР - 510 (58 шайб).
- В чемпионате НХЛ  - 16

За сборную СССР провёл 191 игру, забросил 14 шайб. 

### Чемпионские достижения
- 2-кратный Олимпийский чемпион (1984, 1988),
- 3-кратный чемпион мира (1979, 1983, 1986),
- 5-кратный чемпион Европы (1979, 1983, 1985, 1986, 1987),
- 2-кратный чемпион мира среди молодёжных команд (1977, 1978),
- Чемпионата Европы среди юниоров (1976),
- 10-кратный чемпион СССР (1980-89),
- Обладатель Кубка вызова (1979)

### Серебряные и бронзовые медали
- Серебряный призёр Олимпийских игр (1980),
- Серебряный призер чемпионата мира (1987),
- Бронзовый призер чемпионата мира (1985),
- Бронзовый призёр чемпионата СССР (1977)

### Индивидуальные достижения
- Член Зала славы отечественного хоккея (2014)

## Награды и звания
- Заслуженный мастер спорта СССР (1983)
- Орден «Знак Почёта» (15 июня 1988)
- Медаль «За трудовую доблесть» (1984)
- Медаль «За трудовое отличие» (1979)

## Личная жизнь
Жена Ирина, сын Илья (р.1981) и дочь Ксения (р.1985). Проживает в Грин Бруке , Нью-Джерси